# Lidija Dimkovska
Lidija Dimkovska (makedonska Лидија Димковска), född 1971, är en makedonsk poet, essäist, kritiker och översättare.
Hon studerade makedonska språket i Skopje och sedan rumänsk filologi i Bukarest, där hon arbetade som lärare i makedonska språket och litteraturen.